# Портрет Евстафия Евстафьевича Удома
«Портрет Евстафия Евстафьевича Удома» — картина Джорджа Доу и его мастерской из Военной галереи Зимнего дворца.
Картина представляет собой погрудный портрет генерал-майора Евстафия Евстафьевича Удома из состава Военной галереи Зимнего дворца.
Во время Отечественной войны 1812 года генерал-майор Удом был шефом 38-го егерского полка и состоял в 3-й Западной армии, был во многих сражениях с французами. В Заграничных походах 1813 и 1814 годов особо отличился в сражениях на Кацбахе, под Лейпцигом и при Ла-Ротьере. Во время кампании Ста дней блокировал Мец и действовал против пронаполеоновских партизан.
Изображён в генеральском мундире, введённом для пехотных генералов 7 мая 1817 года. Слева на груди звезда ордена Св. Анны 1-й степени; на шее крест ордена Св. Георгия 3-го класса, по борту мундира кресты ордена Святого Владимира 2-й степени и прусского ордена Красного орла 2-й степени; справа на груди серебряная медаль «В память Отечественной войны 1812 года» на Андреевской ленте, крест шведского Военного ордена Меча 4-й степени и звезда ордена Св. Владимира 2-й степени. Подпись на раме: Е. Е. Удомъ 2й, Генералъ Маiоръ. Шейный крест ордена Св. Георгия 3-й степени изображён ошибочно, Удом не имел этого ордена, вместо него должен быть показан нагрудный крест этого ордена 4-й степени, которым он был награждён 26 ноября 1795 года.
7 августа 1820 года Комитетом Главного штаба по аттестации Удом был включён в список «генералов, заслуживающих быть написанными в галерею». Гонорар за работу Доу был выплачен 29 декабря 1824 года и 10 августа 1825 года. Готовый портрет был принят в Эрмитаж 7 сентября 1825 года.
В 1840-е годы в мастерской И. П. Песоцкого по рисунку с галерейного портрета была сделана литография, опубликованная в книге «Император Александр I и его сподвижники» и впоследствии неоднократно репродуцированная.